# Południowo-wschodni okręg administracyjny Moskwy
Południowo-wschodni okręg administracyjny Moskwy (ros. Ю́го-Восто́чный администрати́вный о́круг Москвы) – jeden z dwunastu okręgów administracyjnych Moskwy.
Obszar okręgu rozciąga się na obszarze około 117,5 km², między centralnym okręgiem administracyjnym na północnym zachodzie, wschodnim okręgiem administracyjnym na północy i południowym okręgiem administracyjnym na południu. W 2021 roku liczba osób zamieszkujących okręg wynosiła około 1 431 746.
Okręg podzielony jest na 12 rejonów:
1. Jużnoportowyj (Южнопортовый)
2. Kapotnia (Капотня)
3. Kuźminki (Кузьминки)
4. Lublino (Люблино)
5. Lefortowo (Лефортово)
6. Marjino (Марьино)
7. Niekrasowka (Некрасовка)
8. Niżegorodskij (Нижегородский)
9. Pieczatniki (Печатники)
10. Riazanskij (Рязанский)
11. Tiekstilszcziki (Текстильщики)
12. Wychino-Żulebino (Выхино-Жулебино)